# Matěj Josef Sychra

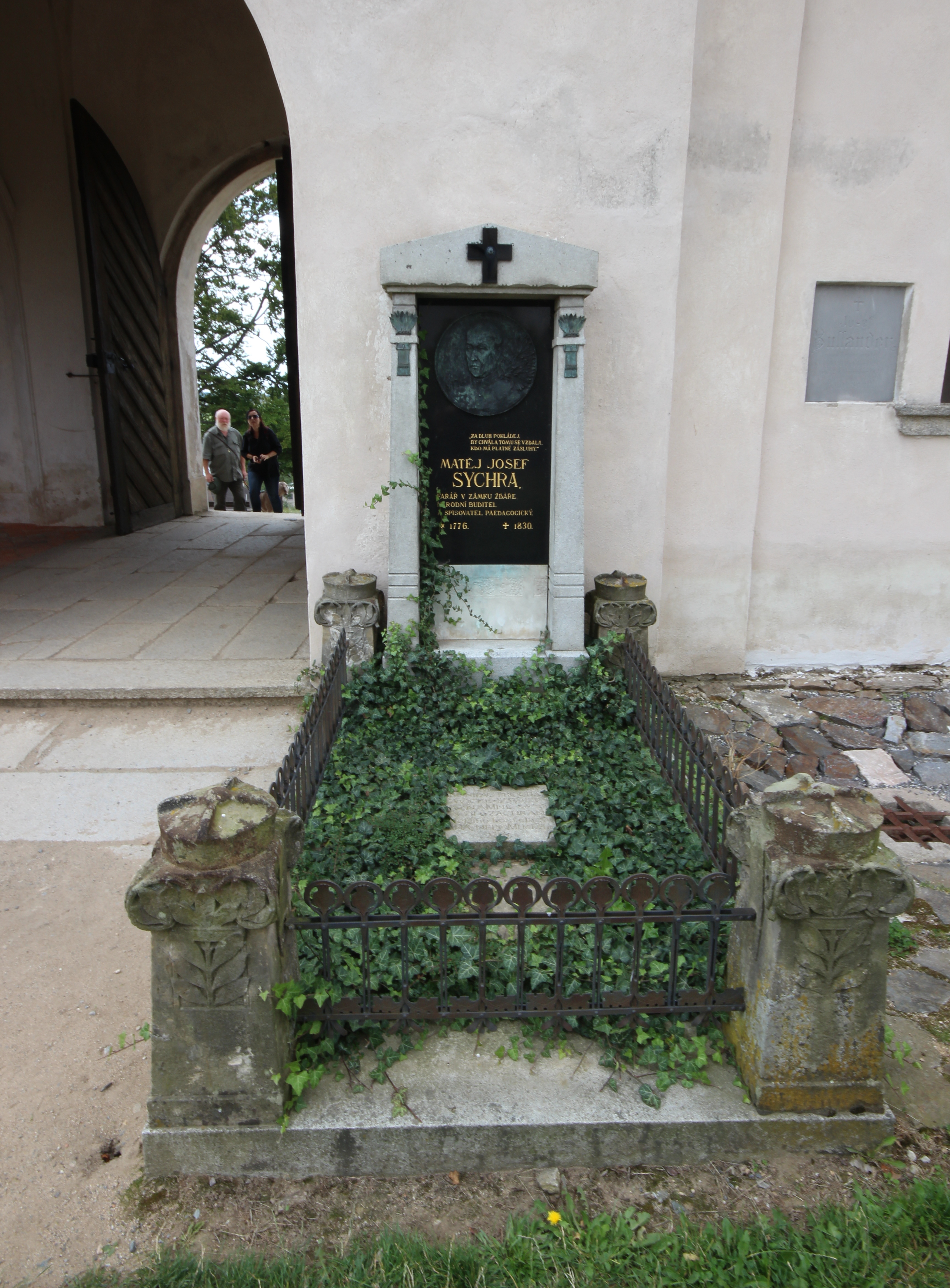
Hrob Matěje Josefa Sychry v areálu poutního kostela sv. Jana Nepomuckého na Zelené hoře

Matěj Josef Sychra (21. prosince 1776 Ústí nad Orlicí – 19. března 1830 Zámek Žďár) byl český římskokatolický kněz, jazykovědec, překladatel a obrozenecký spisovatel.

## Život
Narodil se 21. prosince 1776 v Ústí nad Orlicí, kde také vystudoval základní školu. Už v mládí se u něj projevil hudební talent. Vyrůstal se svými třemi bratry, jeho rodiče zemřeli, když byl malý. Nejstarší bratr, Václav, byl fundatistou v chrámu Nejsvětejší Trojice v Praze. Zde se seznámil s ředitelem Václavem Faltisem, který jim zajistil vzdělání na německé škole v Praze. V roce 1789 Faltis zemřel a Matěj Josef Sychra si musel přivydělávat. V letech 1792–1796 navštěvoval Piaristické gymnázium na Novém Městě. Jelikož se zde vyučovalo v německém jazyce, začínala mu čeština dělat potíže. Proto se při studiu teologie na Filosofické fakultě věnoval také češtině.
Dne 18. září 1801 byl v Chrasti vysvěcen na kněze. Nejprve působil v Sebranici u Litomyšle a Bystrém, od roku 1805 v Německé Bělé u Poličky (dnes Bělá nad Svitavou). Zde onemocněl tyfem, který se ze zámku, jenž sloužil jako provizorní útočiště zraněným z bitvy u Slavkova, rozšířil po obci. O necelý rok později si při pádu způsobil v oblasti žeber těžké zranění, po kterém musel být operován. Po návratu z nemocnice se jej pokusil duševně nemocný člověk shodit z pavlače. Sychra si při pádu poranil koleno a od té doby kulhal.
Od roku 1808 působil na faře v Jimramově, kde vytvořil svoje stěžejní jazykové, vzdělávací a další práce. V roce 1824 přesídlil na faru v klášterním domě v Zámku Žďár. Žďárem tehdy zmítaly spory mezi vyznáními, navíc byl kostel sv. Jana Nepomuckého na Zelené hoře ve velmi špatném stavu. O opravu se neúspěšně pokoušel Bonifác Procházka a před příchodem Sychry se uvažovalo o jeho zboření. Matěj Josef Sychra však veškeré úsilí a finance věnoval opravě této barokní památky, jejímž autorem byl Jan Blažej Santini-Aichel. Dne 16. května 1829 byla tato jedinečná stavba opět vysvěcena. Při pracích však Sychra onemocněl a dne 19. března 1830 zemřel. Pohřben je v areálu kostela.

## Dílo
Sychrovým nejvýznamnějším dílem je Česká fraseologie, kterou do svého Slovníku začlenil Josef Jungmann.[zdroj?]
- Powjdatel, aneb, Sbjrka rozmanitých paměti hodných přjběhů, powjdaček, důwtipných nápadů a průpovědj, k poučenj a obweselenj. W Brně; a Holomaucy 1815–1817
- Kázanj na wssecky slawnosti a swátky celého roku – sepsal a na swůg náklad wydal Matěg Jozeff Sychra. Chrudim: vlastním nákladem, 1817[4]
- Versuch einer böhmischen Phraseologie, durch kurze, alphabetisch, geordnete, den ächten Geist der čechischen Sprache aussprechende, und der grösseren Gemeinnützigkeit wegen verdeutschte Sätze –  vorgetragen von Mathias Jos Sychra. Brünn: Joseph Georg Trassler, 1821–1822[3]
- Přestrogowánj: frasska we 2 gedn. od Kocebue, kterauž we wolný český kabát oblécy se pokusyl Matěj J. Sychra – August Kotzebue. Praha: Jozefa Fetterlová, 1922
- Půwodnj rozmlauwánj a powjdky k wyswětlenj mrawných českých přjslowj, ku prospěchu mládeži sskole odrostáwagjcý – Praha: Jozefa Fetterlowá, 1822–1823
- Bezděčný Lékař – frasska we 3 gednánjch dle půwodnjho francauzského spisu Molierowa s hognými proměnami swobodně zčesstěná od Matěje Jozefa Sychry. Hradec Králowé: Jan Host Pospjssil, 1825
- Připodobněnj, nimiž mnohau spasytedlnau prawdu mládeži w rozmlauwánjch přednássj Mateg Joz. Sychra – Hradec Králowé: Jan Host Pospjssil, 1825[5]
- Paměti moravské – in: Přítel mládeže. 3. díl. 1. sv. Praha: 1825
- Weleslawjn: mrawoučná hospodářská kniha – gíž sepsal Matěg J. Sychra. Praha: Dědictwj Swatojanské, 1847[6]
- Léčení lásky, čili, Úmyslný a Bezúmyslný lékař: dvě veselohry, každá ve třech jednáních – Molière; Sichra překladatel. Hradec Králowé: Jan Host Pospíšil, 1848
- Povídky a jiné práce. Brno: Krajské nakladatelství, 1961.